# Malawi az 1984. évi nyári olimpiai játékokon
Malawi az egyesült államokbeli Los Angelesben megrendezett 1984. évi nyári olimpiai játékok egyik részt vevő nemzete volt. Az országot az olimpián 3 sportágban 15 sportoló képviselte, akik érmet nem szereztek.

## Atlétika
Férfi
| Versenyző        | Versenyszám | Előfutam | Előfutam | Előfutam | Negyeddöntő | Negyeddöntő | Negyeddöntő | Elődöntő | Elődöntő | Elődöntő | Döntő         | Döntő         |
| Versenyző        | Versenyszám | Idő      | Hely.    | Össz.    | Idő         | Hely.       | Össz.       | Idő      | Hely.    | Össz.    | Idő           | Helyezés      |
| ---------------- | ----------- | -------- | -------- | -------- | ----------- | ----------- | ----------- | -------- | -------- | -------- | ------------- | ------------- |
| Odiya Silweya    | 100 m       | 11,22    | 6.       | 76.      | kiesett     | kiesett     | kiesett     | kiesett  | kiesett  | kiesett  | kiesett       | kiesett       |
| Odiya Silweya    | 200 m       | 22,46    | 8.       | 66.      | kiesett     | kiesett     | kiesett     | kiesett  | kiesett  | kiesett  | kiesett       | kiesett       |
| Agripa Mwausegha | 400 m       | 49,12    | 6.       | 69.      | kiesett     | kiesett     | kiesett     | kiesett  | kiesett  | kiesett  | kiesett       | kiesett       |
| Isaac Ganunga    | 800 m       | 1:51,25  | 6.       | 43.      | kiesett     | kiesett     | kiesett     | kiesett  | kiesett  | kiesett  | kiesett       | kiesett       |
| Isaac Ganunga    | 1500 m      | 3:53,86  | 8.       | 40.      |             |             |             | kiesett  | kiesett  | kiesett  | kiesett       | kiesett       |
| George Mambosasa | 5000 m      | 14:48,08 | 12.      | 45.      |             |             |             | kiesett  | kiesett  | kiesett  | kiesett       | kiesett       |
| George Mambosasa | Maraton     |          |          |          |             |             |             |          |          |          | 2:46:14       | 74.           |
| Matthews Kambale | Maraton     |          |          |          |             |             |             |          |          |          | nem ért célba | nem ért célba |
| Matthews Kambale | 10 000 m    | 30:47,73 | 12.      | 38.      |             |             |             |          |          |          | kiesett       | kiesett       |

## Kerékpározás

### Országúti kerékpározás
Férfi
| Versenyző                                                 | Versenyszám     | Idő              | Helyezés      |
| --------------------------------------------------------- | --------------- | ---------------- | ------------- |
| Dyton Chimwaza                                            | Mezőnyverseny   | nem ért célba    | nem ért célba |
| Daniel Kaswanga                                           | Mezőnyverseny   | nem ért célba    | nem ért célba |
| George Nayeja                                             | Mezőnyverseny   | nem ért célba    | nem ért célba |
| Amadu Yusufu                                              | Mezőnyverseny   | nem ért célba    | nem ért célba |
| Dyton Chimwaza Daniel Kaswanga George Nayeja Amadu Yusufu | Csapat időfutam | 2:37:32 (+39:04) | 26.           |

## Ökölvívás
| Versenyző       | Versenyszám   | Selejtező                       | 32-es főtábla                  | Nyolcaddöntő                | Negyeddöntő               | Elődöntő          | Döntő             | Helyezés |
| Versenyző       | Versenyszám   | Ellenfél Eredmény               | Ellenfél Eredmény              | Ellenfél Eredmény           | Ellenfél Eredmény         | Ellenfél Eredmény | Ellenfél Eredmény | Helyezés |
| --------------- | ------------- | ------------------------------- | ------------------------------ | --------------------------- | ------------------------- | ----------------- | ----------------- | -------- |
| Peter Ayesu     | Légsúly       |                                 | Prabin Tuladhar (NEP) · 5:0    | Oppe Pinto (PAR) · 5:0      | Steve McCrory (USA) · 0:5 | kiesett           | kiesett           | 5.       |
| Ali Faki        | Pehelysúly    | Stamatios Kolethras (GRE) · 4:1 | Peter Konyegwachie (NGR) · 0:5 | kiesett                     | kiesett                   | kiesett           | kiesett           | 17.      |
| Solomon Kondowe | Könnyűsúly    | Leopoldo Cantancio (PHI) · 0:5  | kiesett                        | kiesett                     | kiesett                   | kiesett           | kiesett           | 33.      |
| Phillimon Ayesu | Kisváltósúly  | erőnyerő                        | Steve Larrimore (BAH) · 2:3    | kiesett                     | kiesett                   | kiesett           | kiesett           | 17.      |
| Fletcher Kapito | Nagyváltósúly | Augustino Marial (SUD) · 2:3    | kiesett                        | kiesett                     | kiesett                   | kiesett           | kiesett           | 33.      |
| Drake Thadzi    | Félnehézsúly  |                                 | erőnyerő                       | Mustapha Moussa (ALG) · 0:5 | kiesett                   | kiesett           | kiesett           | 9.       |